# Rheinknie
Mit Rheinknie werden einige markante geografische Kurven bezeichnet, die der Rhein in seinem Verlauf beschreibt.

## Rheinknie in Basel

Rheinknie in Basel (Schweiz) vom Basler Münster aus betrachtet

In der Schweizer Stadt Basel ändert der Rhein seine Fließrichtung von Ost-West in einer auslaufenden Kurve um ca. 90°, um dann weiter in Richtung Norden entlang der Grenze zwischen Deutschland und Frankreich zur Nordsee zu fließen. Das Basler Rheinknie liegt am Dreiländereck von Deutschland, der Schweiz und Frankreich.
Das ganze Rheinknie liegt innerhalb der Stadt Basel, wobei rechtsrheinisch der Stadtteil Kleinbasel ist und auf der rechten Rheinseite auch die Gemeinden Riehen und Bettingen zum Rheinknie gehören. Weiter nördlich liegen die deutschen Orte Lörrach und Weil am Rhein sowie die französischen Städte Huningue und Saint-Louis (dort Coude du Rhin „Rhein-Ellbogen“ genannt).
Nördlich des Basler Rheinknies liegt tektonisch gesehen der Rheingraben (Oberrheinische Tiefebene), welcher das Hauptelement des Basler Erdbebengebietes darstellt.
Zur Entstehung
Das Rheinknie ist seit dem Ende der letzten Eiszeit, der Würmeiszeit, entstanden. Damals floss der Rhein noch in direkter Linie vom Grenzacher Horn, über die Gemarkungen von Riehen und Weil, um zwischen Friedlingen und Eimeldingen in sein heutiges Bett zu stoßen. Die gewaltigen Geschiebe und Schotterablagerungen des Feldberggletschers im Wiesental wurden nach dem Abschmelzen des Gletschers von der Wiese in Richtung Rhein transportiert. Dabei bildete sie ein breites Delta, wodurch der Rhein in sein heutiges Rheinknie gedrängt wurde. Die Wiesenmündung lag im Laufe der Jahrtausende zwischen Grenzacher Horn und Friedlingen und hat sich erst in den letzten 6000–2500 Jahren ihre heutige Mündung bei Kleinhüningen gesucht. Ein alter Wiesenarm, der nicht in Kleinhüningen mündete, war zum Beispiel der Klybeckteich.

## Rheinknie bei Bingen

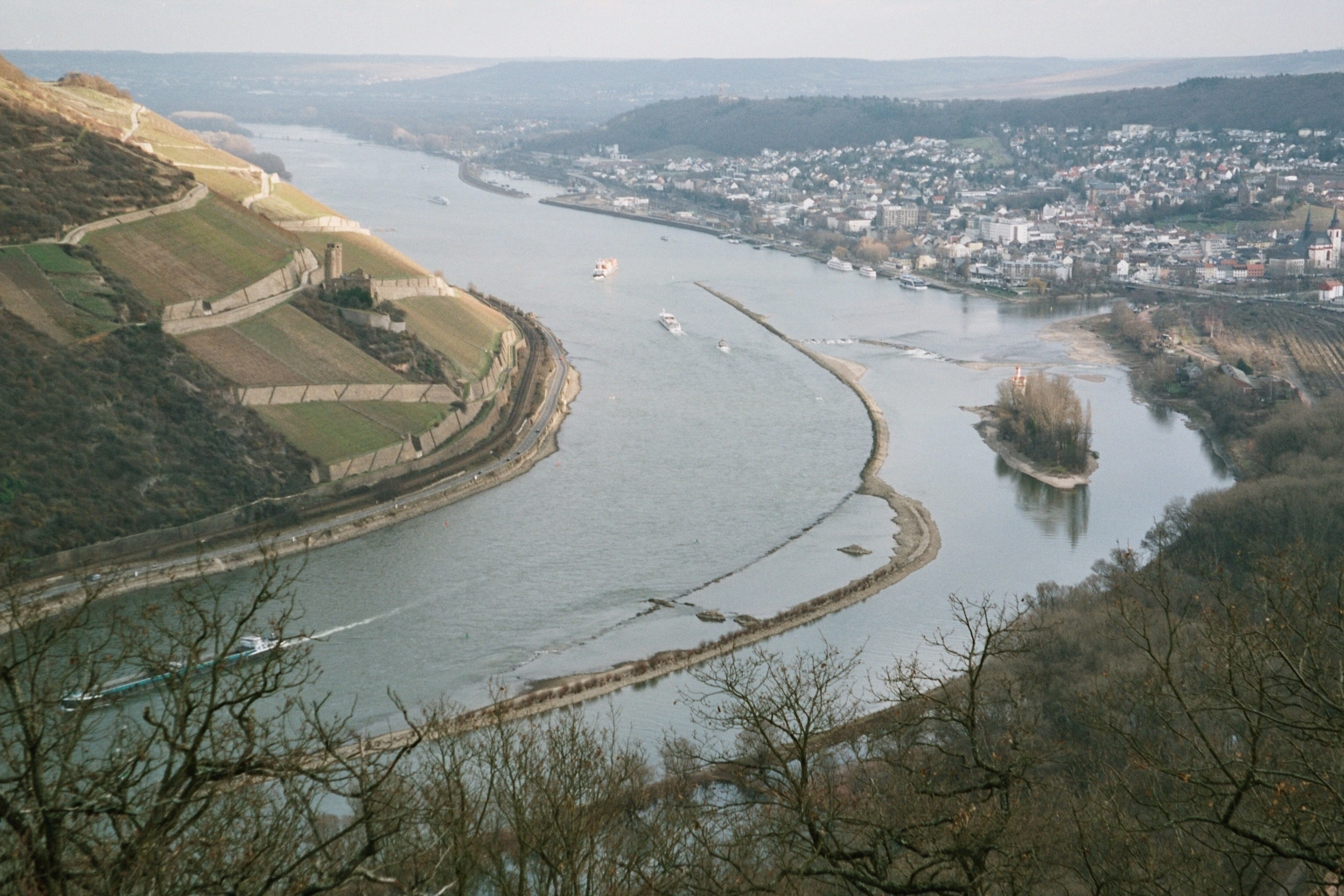
Rheinknie bei Bingen

Am Übergang des Oberrheins in den Mittelrhein bei Bingen ändert der Strom von Mainz kommend seinen Verlauf parallel zum nördlich liegenden Kamm des Rheingaugebirges in Richtung Ost-Südost in einem 90°-Bogen nach Nord-Nordwest. Hier beginnt der bis Koblenz reichende Durchbruch durch das Rheinische Schiefergebirge. Am linken Ufer des Rheinknies steigt der Binger Wald auf. Im Rheinknie liegt das Binger Loch – eine Engstelle aufgrund eines quer zum Strom verlaufenden Quarzitriffs. Wegen dieses Abflusshindernisses macht hier nicht nur der geografische Verlauf des Rheins, sondern auch sein Gefälleprofil einen gewaltigen Knick. Oberhalb des Binger Lochs zwischen Mannheim und Bingen hat der Rhein ein Gefälle von 10 cm je Stromkilometer. Unterhalb zwischen Bingen und Koblenz beträgt das Gefälle aber 65 cm je Kilometer.

## Rheinknie in Düsseldorf

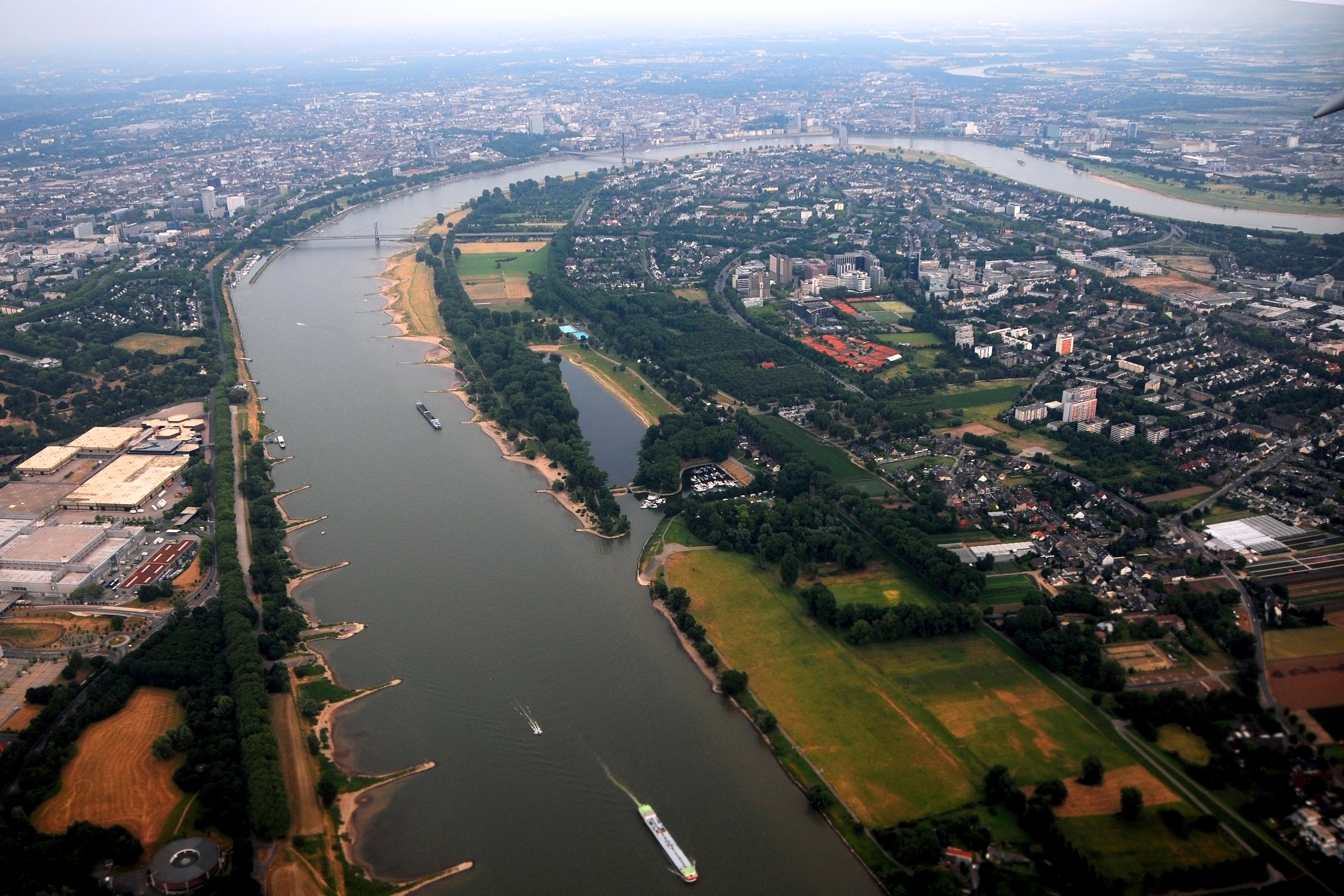
Rheinknie Düsseldorf aus der Vogelperspektive

In Düsseldorf beschreibt der Rhein in der Nähe des rechtsrheinisch liegenden Hafens eine spitze Kurve, die dazu beiträgt, dass der gegenüber liegende Stadtteil Oberkassel schon fast wie eine Halbinsel wirkt. Dieser als Rheinknie bezeichnete Bogen wird von der 1969 freigegebenen Rheinkniebrücke überspannt. An ihm liegen der 1978 bis 1982 erbaute Rheinturm und das 1988 fertiggestellte Gebäude des nordrhein-westfälischen Landtags als Mittelpunkt des nordrhein-westfälischen Regierungsviertels. Vor der Fertigstellung der Hammer Eisenbahnbrücke im Jahre 1870 endete die Eisenbahnstrecke Düsseldorf–Elberfeld im Bahnhof Rheinknie. Am gegenüberliegenden linken Rheinufer lag die Rheinstation Oberkassel, von der aus die Reisenden – nachdem sie per Fähre übergesetzt hatten – über die Eisenbahnstrecke Oberkassel-Mönchengladbach nach Neuss, Mönchengladbach und Aachen weiterreisen konnten.

## Vier Knie bei Nimwegen
Nördlich von Nimwegen gibt es vier weitere Krümmungen (bzw. zwei S-Bögen), der Fluss heißt hier jedoch Waal, da er ab der Staatsgrenze zum Mündungsdelta gehört. Die westliche Krümmung ist sehr deutlich ausgeprägt, die östliche etwas geringer, obendrein gab es Verengungen im Querschnitt. Diese Knie wurden in den 1960/1970er Jahren für die Schifffahrt ausgebaut, Engpässe waren zu beseitigen.

## Notizen
1. ↑  siehe o. Verf.: Der Rheinausbau von 1964 bis 1976, in: ARAL-Tagebuch für die Schiffahrt 1971, S. 10f.